# Пянджский район
Пя́нджский район (тадж. Ноҳияи Панҷ) — административный район в Хатлонской области Республики Таджикистан.
Территория Пянджского района составляет около 900 км².

## История
Заселённый с древних времён этот регион был известен как Бактрия, где проживали племена, говорящие на иранских языках. Некогда он относился к персидской империи Ахеменидов, завоёванной в IV веке до н. э. Александром Македонским.
Позже здесь возникло Греко-Бактрийское царство, павшее под ударами других держав. Исламизация региона прошла в VIII—IX веках, а с XVII века землями Пянджского района владели эмиры Бухары.

## География
Пянджский район расположен в долине реки Пяндж, по которой проходит граница с Афганистаном. На севере граничит с районом Руми, на востоке — с Фархорским районом, на западе — с Кумсангирским районом Хатлонской области Таджикистана, на юге — с районами Имам-Сахиб и Арчи (район) провинции Кундуз Афганистана.
Территория района неоднородна. Восточная его часть — это южные гребни хребта Хазратишох. Западная — это плодородная равнина, часть пойменной долины Пянджа. Здесь сосредоточена главная хозяйственная база района и проживает основная часть населения.

## Население
Население по оценке на 1 января 2015 года составляет 104 900 человек, в том числе городское — в посёлке Пяндж — 11,2 % или 11 700 человек.
| Численность населения | Численность населения | Численность населения | Численность населения | Численность населения |
| 1939                  | 2019                  | 2020                  | 2021                  | 2022                  |
| --------------------- | --------------------- | --------------------- | --------------------- | --------------------- |
| 10 013                | ↗116 800              | ↗119 700              | ↗121 800              | ↗124100               |

## Административное деление
В состав Пянджского района входят 1 посёлок городского типа и 5 сельских общин (тадж. ҷамоат):
| Административное деление Пянджского района |           |
| Сельская община                            | Население |
| Пяндж, пгт                                 | 7917      |
| Кабут Сайфутдинов                          | 16 390    |
| Мехрвар                                    | 13 570    |
| Намуна                                     | 15 178    |
| Озодагон                                   | 15 524    |
| Нури Вахдат                                | 10 119    |